# Domen Lorbek
Domen Lorbek, né le 6 mars 1985, à Kranj, en République socialiste de Slovénie, est un joueur slovène de basket-ball. Il évolue au poste d'ailier. Il est le frère du basketteur Erazem Lorbek.

## Palmarès
- Champion d'Europe des 20 ans et moins 2004